# Love By Chance
Love By Chance (tailandés: บังเอิญรัก, RTGS: Bangoen Rak), también conocida como My Accidental Love is You, es una serie de televisión tailandesa de temática LGBT realizada en 2018. Producida y dirigida por Siwaj Sawatmaneekul, se trata de la adaptación de la novela romántica My Accidental Love is You escrita por MAME Orawan Vichayawannakul.
Protagonizada por Tanapon Sukhumpantanasan, Suppapong Udomkaewkanjana, Phiravich Attachitsataporn y Rathavit Kijworalak la serie se centra en un grupo de jóvenes universitarios y las relaciones que forjan entre sí. Temas como la tolerancia, los afectos, el despertar sexual, la juventud y su modo de relacionarse con los adultos o la diversidad de modelos afectivos son ejes centrales de la trama.
Con 14 capítulos la serie se emitió entre el 8 de agosto y el 9 de noviembre de 2018 a través del canal GMM 25 y la plataforma Line TV. Originalmente la serie se programó para su emisión en Channel 9 MCOT HD desde el 27 de mayo de 2018 pero la cadena decidió cancelarla antes de la emisión del primer capítulo. Los episodios, en su idioma original con subtítulos en inglés y castellano, están disponibles en plataformas de streaming como YouTube o Dailymotion.

## Sinopsis
Ae (Sukhumpantanasan) es un estudiante de primer año de la Facultad de Ingeniería de la Universidad y miembro del equipo de fútbol. Durante uno de los traslados en el campus en bicicleta, tiene un choque fortuito con Pete (Udomkaewkanjana), un guapo pero tímido estudiante de la Facultad Internacional. Ambos proceden de entornos sociales diferentes: Ae de una familia modesta y Pete de un entorno acomodado. Y ambos tienen personalidades diferentes: Ae, noble y alegre, no tiene miedo a enfrentarse a las adversidades y a defender lo que considera justo y Pete es un tímido e inseguro estudiante que está siendo chantajeado por ser homosexual.
Tras el choque Ae, preocupado por si Pete se ha dañado, lo acompaña a la enfermería y, como no puede quedarse hasta que le den el alta, le facilita su número de teléfono. Pete, atraído a primera vista de Ae, buscará aproximarse más a su nuevo amigo con la intención de dar un paso más en su relación. Tras conocer la situación de chantaje que sufre Pete, Ae se convierte poco a poco en un amigo protector, animándole a crecer y enfrentarse a los contratiempos y a ser sincero sobre su orientación con su familia y amigos. Ambos jóvenes irán forjando una estrecha relación hasta que Ae, sin experiencia en noviazgos, se percate de que sus sentimientos trascienden la amistad.  
De ello serán testigos sus amigos, los compañeros de universidad, del equipo de fútbol o de la residencia de estudiantes donde se aloja Ae. Entre ellos habrá diversidad de opiniones. Habrá quienes los animen a empezar una relación, al ver su inexperiencia, como Pond (Permpoonsavat) el joven rompecorazones divertido y bromista compañero de habitación de Ae. O como Can (Kijworalak), el hiperactivo compañero de fútbol de Ae. Pero también habrá quienes rechacen por celos esa relación como Tin (Attachitsataporn), amigo y compañero de Pete, quien piensa que las personas acomodadas sólo deben relacionarse entre sí. 
A lo largo de la serie ambos jóvenes, con sus dificultades y contratiempos, lograrán construir un hermoso noviazgo. Mientras entre sus amigos y compañeros de facultad, se van formando múltiples parejas homosexuales, como la del capitán del equipo de fútbol Techno (Ranong) y Kengkla (Jumlongkul) un joven que organizará un plan para conquistarlo o la de Tum (Puangmalee) un amigo de Techno secretamente enamorado y correspondido por su hermanastro Tar (Namwirote).

## Reparto
Principales
- Tanapon Sukhumpantanasan - Ae
- Suppapong Udomkaewkanjana - Pete
- Phiravich Attachitsataporn - Tin
- Rathavit Kijworalak - Can
- Surat Permpoonsavat - Pond
- Napat Na Ranong - Techno/No
- Siwat Jumlongkul - Kengkla
- Kirati Puangmalee - Tum
- Katsamonnat Namwirote - Tar

Secundarios
- Praeploy Oree - Lemon
- Prapatthorn Chakkhuchan - Ping
- Samantha Melanie Coates - Bow
- Wittawin Veeravidhayanant - Good
- Kris Songsamphant - Technique/Nic
- Channanda Chieovisaman - Champ
- Mudchima Pluempitiviriyavaj - Chompoo
- Nachjaree Horvejkul - Cha-am
- Pirapat Watthanasetsiri - Type
- Pannin Charnmanoon - Deli
- Phurin Ruangvivatjarus - Trump
- Thanaboon Wanlopsirinun - Tul
- Wittawat Singlampong - Ao
- Chutima Limjaloenrat - Nut
- Choolwaree Chutiwatkajornchai - Madre de Ae
- Apasiri Nitibhon - Madre de Pete
- Preya Wongragreb - Madre de Can
- Lannaphat Sooyacheewin -  Yim
- Pisit Mahatthanajatuphat - Phu

## Recepción
La serie obtuvo una positiva valoración en los portales de información cinematográfica. Daniel Rodríguez en su crítica para la revista en línea Ecos de Asia califica positivamente la serie.

"Posiblemente el dorama tailandés Love by chance sea otro de los mejores BL del país, y es que Tailandia se está postulando como la mejor región para realizar dichos dramas. (...) es un dorama que un amante del Boys’ love no debería perderse (...) es uno de los mejores dorama de este género de Tailandia."
Daniel Rodríguez (Ecos de Asia, 2018) 

En IMDb, con 343 puntuaciones, obtiene una calificación de 8,4 sobre 10.

"Me gusta esta serie desde que vi su anuncio porque es un mundo distinto donde encuentras mucha diversión y entretenimiento. (...) La historia está bien realizada y cada escena es precisa y tiene sentido. Después de la serie de Harry Potter esta es la primera serie en la que pensé que pasaban mucho tiempo verificando cada detalle. (...) Cuando me aburro veo esto, me alegra mucho."
Crítica de praneethramuiit en IMDB 

En mydramalist.com la serie obtiene una puntuación de 8,8 sobre 10 proporcionadas por 5.441 usuarios.

"En general, pensé que la serie era bastante buena aunque algunas de las escenas de sexo entre Pete y Ae fueron "un poco demasiado". (...) La serie es linda y mantiene tu atención especialmente con tramas secundarias como la relación creciente entre Tin y Can. Realmente me gusta esa relación, especialmente el personaje de Tin en el que se observa desarrollo en los últimos episodios, como el trato cruel en su infancia por parte de su hermano mayor (...) y verlo aprender a amar y a confiar en Can."
Crítica de Gottillc en mydramalist.com 

## Precuela: TharnType The Series
El 7 de octubre de 2019 el canal GMM One y Line TV comenzaron la emisión de una nueva serie de 12 episodios, titulada TharnType The Series, precuela de los hechos narrados en Love By Chance centrándose en la pareja masculina conformada por los personajes Tharn y Type. Escrita por Andy Rachyd Kusolkulsiri y dirigida por Tee Sintanaparadee el elenco de esta segunda serie es distinto aunque sí se dan algunas apariciones esporádicas de personajes y actores comunes a ambas series.